# Horaiclavus phaeocercus
Horaiclavus phaeocercus is een slakkensoort uit de familie van de Horaiclavidae. De wetenschappelijke naam van de soort is voor het eerst geldig gepubliceerd in 2008 door Sysoev in Fedosov & Kantor.